# آنجلو لکی
آنجلو لکی (ایتالیایی: Angelo Lecchi؛ زادهٔ ۱۳ دسامبر ۱۹۶۶) دوچرخه‌سوار اهل ایتالیا است.